# Miner Searle Bates

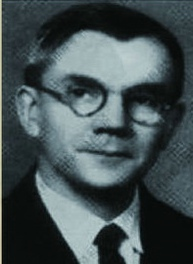
Miner Searle Bates

Miner Searle Bates (Newark, Ohio, 1897 - 1978) foi um missionário cristão que serviu no Oriente. Foi educado em instituições prestigiosas como a Universidade de Oxford, a Universidade de Yale e o Hiram College, e trabalhou com o YMCA na Índia e na Mesopotâmia, antes de finalmente aceitar um emprego na Universidade de Nanquim, durante o período entre o final de 1937 e o início de 1938 que se tornou conhecido como o Massacre de Nanquim. Durante este período, tornou-se um dos líderes da Zona de Segurança Internacional, e trabalhou para assegurar a segurança da população de Nanquim. Esta perigosa tarefa colocou sua vida em risco por numerosas ocasiões, sendo a mais séria delas quando foi arremessado escadaria abaixo pelo kempeitai (polícia militar japonesa) após perguntar sobre o destino de um estudante que havia sido abduzido pelos soldados japoneses. 